# Mel Levine

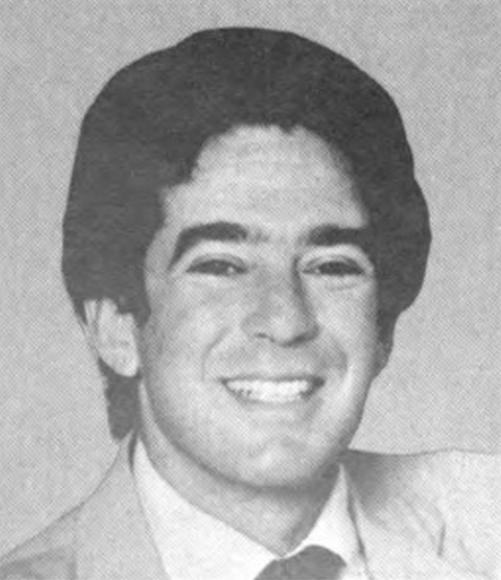
Mel Levine (1983)

Meldon Edises „Mel“ Levine (* 7. Juni 1943 in Los Angeles, Kalifornien) ist ein US-amerikanischer Politiker. Zwischen 1983 und 1993 vertrat er den Bundesstaat Kalifornien im US-Repräsentantenhaus.

## Werdegang
Mel Levine besuchte bis 1960 die Beverly Hills High School und studierte danach bis 1964 an der University of California in Berkeley sowie bis 1966 an der Princeton University. Nach einem anschließenden Jurastudium an der Harvard University und seiner 1970 erfolgten Zulassung als Rechtsanwalt begann er in diesem Beruf zu arbeiten. Gleichzeitig schlug er als Mitglied der Demokratischen Partei eine politische Laufbahn ein. Zwischen 1977 und 1982 saß er als Abgeordneter in der California State Assembly. Im gleichen Zeitraum nahm er als Delegierter an allen regionalen Parteitagen der Demokraten in Kalifornien teil. In den Jahren 1980 und 1984 war er auch Delegierter zu den Democratic National Conventions.
Bei den Kongresswahlen des Jahres 1982 wurde Levine im 27. Wahlbezirk von Kalifornien in das US-Repräsentantenhaus in Washington, D.C. gewählt, wo er am 3. Januar 1983 die Nachfolge des Republikaners Bob Dornan antrat. Nach vier Wiederwahlen konnte er bis zum 3. Januar 1993 fünf  Legislaturperioden im Kongress absolvieren. 1992 verzichtete Levine auf eine weitere Kandidatur für das US-Repräsentantenhaus. Stattdessen strebte er erfolglos die Nominierung seiner Partei für die Wahlen zum US-Senat an. Heute arbeitet er als Anwalt in einer Gemeinschaftskanzlei. Er ist in zweiter Ehe mit der Journalistin Connie Bruck verheiratet. Aus einer früheren Ehe hat er drei Kinder.